# Haring Sjoerds Sinnama

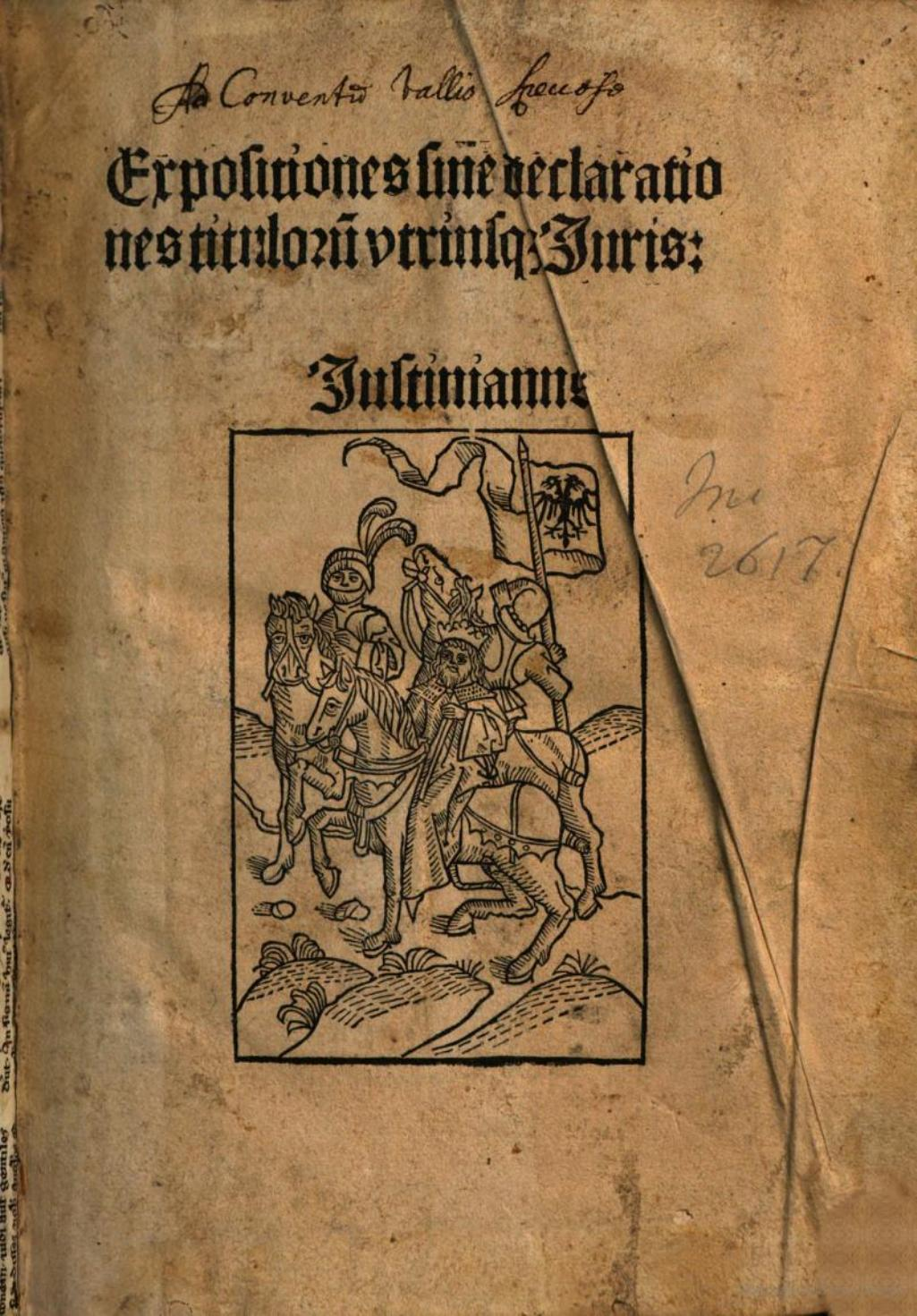
Titelpagina van het boek Expositiones sive declarationes titulorum utriusque juris

Haring Sjoerds Sinnama (Haringus Suffridus Sinnama) (Heeg, circa 1455 - Keulen) was hoogleraar in de rechten te Keulen, assessor bij de keizerlijke kamer te Spiers en secretaris van hertog Albrecht van Saksen.
Onder ander in Tresoar en KB, nationale bibliotheek vindt men zijn hoofdwerk in klein folio met semi-gothische letters: Expositiones sive declarationes titulorum utriusque juris.
Sinnama leefde in 1494 en stierf in aanzienlijke ouderdom te Keulen. Sinnama was zeer gezien bij keizer Maximiliaan I.